# میلتون کلیودون
میلتون کلیودون (به انگلیسی: Milton Clevedon) یک روستا و محله مدنی در بریتانیا است که در مندیپ واقع شده‌است. میلتون کلیودون ۸۹ نفر جمعیت دارد.